# Hyperolius spinigularis
Hyperolius spinigularis es una especie de anfibios de la familia Hyperoliidae.
Habita en Malaui, Tanzania y posiblemente Mozambique.
Su hábitat natural incluye bosques tropicales o subtropicales secos y a baja altitud, montanos secos, pantanos, marismas de agua dulce, corrientes intermitentes de agua dulce, tierra arable, pastos, jardines rurales, zonas previamente boscosas ahora degradadas, áreas de almacenamiento de agua y estanques.